# The Thaumaturge
The Thaumaturge — компьютерная игра жанр RPG, разработчик студии Fool’s Theory и 11 bit studios, издатель 11 bit studios. Компьютерная игра вышла для платформы Microsoft Windows 4 марта 2024 года. 4 декабря 2024 года игра выйдет на платформах PlayStation 5, Xbox Series X/S.

## Об игре
Игрок управляет персонажем Виктором Шульским — магом, которых называют тауматурги. Сам маг может разговаривать с демонами (призраками) салюторами, также он может их видеть.
По мере прохождения игры Виктор поймает много салюторов, у каждого из этих демонов (призраков) есть свои преимущества и недостатки. Во время сражения игрок может быстро переключаться между салюторами, и салюторы могут влиять на сражения в игре. Также у Виктора есть 4 чувства, которые ему помогают: сердце, разум, деяние, слово. Все эти чувства можно улучшать по мере прохождения игры, за прохождение сюжета дается опыт, а также за то, что персонаж изучает письма, газеты, картины.
Когда у игрока достаточно опыта, он получает очки, которые можно потратить на развитие чувств. Чувство «сердце» помогает в сражениях с врагами. Если вложить много очков опыта в это чувство, то игрок сможет лучше драться и призывать своего салютора-упыря, который будет усилен и поможет в сражении. Если улучшать «разум», у Виктора будет больше концентрации (это значит, что сбить его с толку в сражении сложнее). «Деяние» помогает в сражении тем, что игрок может ещё больше ослабить противника и повысить атаку своего салютора. «Деяние» позволяет создать ментальный щит в сражении, который будет забирать концентрацию, а не здоровье или наложить на противника проклятие, понижающее шанс атаки врага. Что характерно для всех чувств, хотя некоторые из них и специализируется на определённых действиях, к примеру, чувство «сердце» отвечает за атаку, а чувство «деяние» помогает защите, но по мере прохождения игры становится понятно, что многие чувства, если их прокачивать, похожи друг на друга. Как в плане защиты от врагов, так и в плане атаки, ослаблении врагов и улучшения салюторов.
Ещё магическая способность Виктора и всех тауматургов заключается в том, что у них способность читать эмоции и чувства, которые остаются на каких-то предметах (к примеру на топоре, кукле, маленьком зеркальце, книге и так далее). Однако чтобы прочесть эти предметы, игроку нужно раскачивать определение чувства разум, деяние, слово. Правда игроку необязательно узнавать все чувства и эмоции во всех предметах, которые он нашёл. Игру можно пройти даже изучая только одно чувство. Для того, чтобы выполнить главный квест, игроку необязательно знать все или некоторые чувства. Игру можно пройти и без этого, так как нужный предмет Виктор в любом случаи опознает. С помощью своей магии. Диалогов в игре с каким можно взаимодействовать не много и от действий игрока будет зависеть каким будет персонаж Виктор в диалогах. Будет он грубым и заносчивым или вежливым. Так же в определённых ситуацию у игрока будет выбор кому помочь а кому помешать и от действий игрок будет зависеть какая судьба будет у определённого персонажа. Так же от некоторых действий Виктора будет завесить отношение неигрового персонажа к Виктору. Сражение в игре происходит в пошаговых боях и зависят от того, какие чувства усилил игрок и каких салюторов использует в бою. Так же по мере прохождения можно получать разные улучшения и совершенствовать удары, магию Виктора или атаку салютора во время сражения. Игрок всегда может поменять улучшения между ударами или магией как до, так и во время сражения.

## Разработка
В июне 2022 года польский издатель 11 bit studios объявил о том часть команды издателя работают над нового игрой, кодовое название этой игры Project Vitriol. Бюджет игры будет 17 миллионов злотых, что позволит (по словам разработчиков) полностью озвучит, всех персонажей игры. Так же разработчики выпустили трейлер.
Якуб Рокош, генеральный директор и руководитель проектов студии Fool’s Theory (студия которая тоже участвует в создании игры), сказал следующие

«Наша игра — это глубокая, морально неоднозначная RPG, основанная на повествовании»
Но позвольте мне немного раскрыть настоящую суть: игра посвящена эзотерической стороне реальности, той темной части мира, которую большинство из нас не видит и не осознает. Но тьма — она там, таится за каждым углом. Она пристально наблюдает за нами из тени и, знаем мы об этом или нет, берет свое, следя за тем, чтобы у нас был долг, который нужно заплатить. История Витриола начинается в месте и в то время, когда реальность, фольклор, энергия и мистицизм встретились в плавильном котле: Варшава начала XX века, под имперским русским царством. Глобальное раскрытие Project Vitriol состоится этим летом".

В феврале 2023 года разработчики выпустили трейлер игры в котором был описан сюжет игры и механика игры и её жанр. Так же директор по дизайну Fool’s Theory, Каролина Кузя-Рокош рассказала об игре следующие.

«The Thaumaturge вращается вокруг идеи демонов как на физическом, так и на метафорическом уровнях»
«В конце концов, это игра, пронизанная философией 11 bit studios о содержательных развлечениях. Ее тема затрагивается в различных областях игры, причем механика геймплея или повествовательные аспекты — лишь часть из них»
«В мире The Thaumaturge существует сила, с которой приходится считаться всем — тауматурги. Это люди, способные подчинять своей воле потусторонних существ, салюторов, и с их помощью повелевать нравами других людей как в повседневной жизни, так и в бою. Дьявол, как известно, кроется в деталях: лишь тауматурги способны до конца познать природу и истинную суть салюторов. Разумеется, способность влиять на умы людей позволяет им влиять и на мир вокруг. Но тауматургия — это дар, которым нельзя пользоваться безрассудно».

В марте 2023 года разработчики выпустили ещё один геймплейный трейлер. В августе 2023 года разработчики сообщили что игра выйдет на таких онлайн-сервисах цифрового распространения компьютерных игр как: Steam, Epic Games Store, GOG.com. Так же стало известно что игра выйдет в 2023 году. Ещё разработчики выпустили трейлер в котором рассказывается об сюжете игры. В сентябре 2023 году разработчики выпустили трейлер, где показан один из монстров которого может приручить главный герой игры Виктор. В октябре 2023 года разработчики выпустили демоверсию игры но только на цифровой платформе Steam. Датой когда можно было поиграть в игру, разработчики назвали Фестиваль Steam «Играм быть» который проходил с 9 по 16 октября 2023 года, только вовремя фестиваля можно было поиграть в игру. В октябре 2023 года разработчики сообщили что игра выйдет в декабре 2023 года на платформе Windows. На платформах PlayStation 5, Xbox Series X/S игра выйдет в начале 2024 года. В октябре 2024 года разработчики выпустили новый трейлер об салюторе монстре, которого приручает главный герой Виктор. В ноябре 2023 года разработчики объявили что игра выйдет 20 февраля 2024 года. Разработчики сообщили что им нужно дополнительное время.

Поскольку в последние недели в игру были внесены последние штрихи, команда увидела возможность добавить больше блеска и качества, и, учитывая, что у них есть возможность позволить себе немного дополнительного времени, было принято решение отложить.

В конце ноября 2023 года разработчики выпустили ещё один трейлер игрового процесса. В феврале 2024 года от разработчиков вышел ещё один геймплейный трейлер. В феврале 2024 года разработчики назвали новую дату выхода игры 4 марта 2024 года. В марте 2024 года разработчики выпустил новый трейлер. 4 марта 2024 года игра вышла.
В ноябре 2024 года разработчики объявили, что 4 декабря 2024 года игра выйдет на платформах PlayStation 5, Xbox Series X/S.

## Критика
| Сводный рейтинг       | Сводный рейтинг          |
| Агрегатор             | Оценка                   |
| --------------------- | ------------------------ |
| Metacritic            | 74/100 (PC) 82/100 (PS5) |
| OpenCritic            | 76/100                   |
| «Критиканство»        | 73/100                   |
| Иноязычные издания    |                          |
| Издание               | Оценка                   |
| 4Players              | 8/10                     |
| Eurogamer             | [ 21 ]                   |
| GameStar              | 81/100                   |
| IGN                   | 8/10                     |
| PC Gamer (US)         | 82/100                   |
| RPGamer               | 3/5                      |
| RPGFan                | 82/100                   |
| Shacknews             | 7/10                     |
| VideoGamer            | 6/10                     |
| Русскоязычные издания |                          |
| Издание               | Оценка                   |
| 3DNews                | 5/10                     |
| GameMAG.ru            | 5/10                     |
| GoHa.Ru               | «Хорошо»                 |
| PlayGround.ru         | 8/10                     |
| Riot Pixels           | 81 %                     |
| StopGame.ru           | «Похвально»              |
| «Игромания»           | 8,5/10                   |

На сайте Metacritic версия для Windows получила 74 балла из 100 возможных при полном отсутствии негативных отзывов. Сайт Riot Pixels поставил оценку 81 %, а 3DNews дал только 5 из 10 баллов.